# Lukas Zerbe
Lukas Zerbe (Lemgo, 17 de enero de 1996) es un jugador de balonmano alemán que juega de extremo derecho en el THW Kiel. Es internacional con la selección de balonmano de Alemania. Es sobrino del exjugador de balonmano Volker Zerbe.
Su primer gran campeonato con la selección fue el Campeonato Europeo de Balonmano Masculino de 2022.

## Palmarés

### TBV Lemgo
- Copa de Alemania de balonmano (1): 2020

## Clubes
| Club         | País     | Año         |
| ------------ | -------- | ----------- |
| TBV Lemgo    | Alemania | - 2018      |
| TuS Ferndorf | Alemania | 2018 - 2019 |
| TBV Lemgo    | Alemania | 2019 - 2024 |
| THW Kiel     | Alemania | 2024 - Act. |